# Country Music Association Awards
The Country Music Association Awards, även känt som CMA Awards, eller CMA, är en countrygala i USA där vinnarna röstas fram av medlemmarna i Country Music Association. SVT brukar visa galan runt jul-nyår .

## Betydelsefulla vinnare
| År   | Årets underhållare | Årets manliga vokalist | Årets kvinnliga vokalist | Årets sång                                                                    |
| ---- | ------------------ | ---------------------- | ------------------------ | ----------------------------------------------------------------------------- |
| 2009 | Taylor Swift       | Brad Paisley           | Taylor Swift             | Jamey Johnson - "In Color"                                                    |
| 2008 | Kenny Chesney      | Brad Paisley           | Carrie Underwood         | Jennifer Nettles - "Stay"                                                     |
| 2007 | Kenny Chesney      | Brad Paisley           | Carrie Underwood         | Bill Anderson, Jamey Johnson - "Give It Away"                                 |
| 2006 | Kenny Chesney      | Keith Urban            | Carrie Underwood         | Craig Wiseman, Ronnie Dunn - "Believe"                                        |
| 2005 | Keith Urban        | Keith Urban            | Gretchen Wilson          | Bill Anderson, Jon Randall - "Whiskey Lullaby"                                |
| 2004 | Kenny Chesney      | Keith Urban            | Martina McBride          | Craig Wiseman, Tim Nichols - "Live Like You Were Dying"                       |
| 2003 | Alan Jackson       | Alan Jackson           | Martina McBride          | Doug Johnson, Kim Williams - "Three Wooden Crosses"                           |
| 2002 | Alan Jackson       | Alan Jackson           | Martina McBride          | Alan Jackson - "Where Were You (When the World Stopped Turning)"              |
| 2001 | Tim McGraw         | Toby Keith             | Lee Ann Womack           | Larry Cordell, Larry Shell - "Murder on Music Row"                            |
| 2000 | Dixie Chicks       | Tim McGraw             | Faith Hill               | Mark D. Sanders, Tia Sillers - "I Hope You Dance"                             |
| 1999 | Shania Twain       | Tim McGraw             | Martina McBride          | Beth Neilsen Chapman, Annie Roboff, Rob Lerner - "This Kiss"                  |
| 1998 | Garth Brooks       | George Strait          | Trisha Yearwood          | Steve Wariner, Billy Kirsh - "Holes in the Floor of Heaven"                   |
| 1997 | Garth Brooks       | George Strait          | Trisha Yearwood          | Matraca Berg, Gary Harrison - "Strawberry Wine"                               |
| 1996 | Brooks & Dunn      | George Strait          | Patty Loveless           | Vince Gill - "Go Rest High on That Mountain"                                  |
| 1995 | Alan Jackson       | Vince Gill             | Alison Krauss            | Gretchen Peters - "Independence Day"                                          |
| 1994 | Vince Gill         | Vince Gill             | Pam Tillis               | Alan Jackson, Jim McBride - "Chatahoochee"                                    |
| 1993 | Vince Gill         | Vince Gill             | Mary Chapin Carpenter    | John Barlow Jarvis, Vince Gill - "I Still Believe in You"                     |
| 1992 | Garth Brooks       | Vince Gill             | Mary Chapin Carpenter    | Max D. Barnes, Vince Gill - "Look at Us"                                      |
| 1991 | Garth Brooks       | Vince Gill             | Tanya Tucker             | Tim Dubois, Vince Gill - "When I Call Your Name"                              |
| 1990 | George Strait      | Clint Black            | Kathy Mattea             | Don Henry, Jon Vezner - "Where've You Been"                                   |
| 1989 | George Strait      | Ricky Van Shelton      | Kathy Mattea             | Max D. Barnes, Vern Gosdin - "Chiseled in Stone"                              |
| 1988 | Hank Williams, Jr. | Randy Travis           | K.T. Oslin               | K.T. Oslin - "80s Ladies"                                                     |
| 1987 | Hank Williams, Jr. | Randy Travis           | Reba McEntire            | Paul Overstreet, Don Schlitz - "Forever and Ever, Amen"                       |
| 1986 | Reba McEntire      | George Strait          | Reba McEntire            | Paul Overstreet, Don Schlitz - "On the Other Hand"                            |
| 1985 | Ricky Skaggs       | George Strait          | Reba McEntire            | Lee Greenwood - "God Bless the USA"                                           |
| 1984 | Alabama            | Lee Greenwood          | Reba McEntire            | Larry Henley, Jeff Silbar - "Wind Beneath My Wings"                           |
| 1983 | Alabama            | Lee Greenwood          | Janie Fricke             | Wayne Carson, Johnny Christopher, Mark James - "Always on My Mind"            |
| 1982 | Alabama            | Ricky Skaggs           | Janie Fricke             | Wayne Carson, Johnny Christopher, Mark James - "Always on My Mind"            |
| 1981 | Barbara Mandrell   | George Jones           | Barbara Mandrell         | Bobby Braddock, Curly Putman - "He Stopped Loving Her Today"                  |
| 1980 | Barbara Mandrell   | George Jones           | Emmylou Harris           | Bobby Braddock, Curly Putman - "He Stopped Loving Her Today"                  |
| 1979 | Willie Nelson      | Kenny Rogers           | Barbara Mandrell         | Don Schlitz - "The Gambler"                                                   |
| 1978 | Dolly Parton       | Don Williams           | Crystal Gayle            | Richard Leigh - "Don't It Make My Brown Eyes Blue"                            |
| 1977 | Ronnie Milsap      | Ronnie Milsap          | Crystal Gayle            | Roger Bowling, Hal Bynum - "Lucille"                                          |
| 1976 | Mel Tillis         | Ronnie Milsap          | Dolly Parton             | Larry Weiss - "Rhinestone Cowboy"                                             |
| 1975 | John Denver        | Waylon Jennings        | Dolly Parton             | John Denver - "Back Home Again"                                               |
| 1974 | Charlie Rich       | Ronnie Milsap          | Olivia Newton-John       | Don Wayne - "Country Bumpkin"                                                 |
| 1973 | Roy Clark          | Charlie Rich           | Loretta Lynn             | Kenny O'Dell - "Behind Closed Doors (Charlie Rich song)\|Behind Closed Doors" |
| 1972 | Loretta Lynn       | Charley Pride          | Loretta Lynn             | Freddie Hart - "Easy Lovin'"                                                  |
| 1971 | Charley Pride      | Charley Pride          | Lynn Anderson            | Freddie Hart - "Easy Lovin'"                                                  |
| 1970 | Merle Haggard      | Merle Haggard          | Tammy Wynette            | Kris Kristofferson - "Sunday Mornin' Comin' Down"                             |
| 1969 | Johnny Cash        | Johnny Cash            | Tammy Wynette            | Bob Ferguson - "Carroll County Accident"                                      |
| 1968 | Glen Campbell      | Glen Campbell          | Tammy Wynette            | Bobby Russell - "Honey"                                                       |
| 1967 | Eddy Arnold        | Jack Greene            | Loretta Lynn             | Dallas Frazier - "There Goes My Everything"                                   |

## Alla vinnare uppräknat per år
2009

| Årets underhållare:       |  | Taylor Swift                                  |
| Årets sång:               |  | "In Color" - Jamey Johnson                    |
| Årets singel:             |  | "I Run to You" - Lady Antebellum              |
| Årets album:              |  | Fearless - Taylor Swift                       |
| Årets manliga vokalist:   |  | Brad Paisley                                  |
| Årets kvinnliga vokalist: |  | Taylor Swift                                  |
| Årets duo:                |  | Sugarland                                     |
| Årets grupp:              |  | Lady Antebellum                               |
| Årets musiker:            |  | Mac McAnally                                  |
| Årets nykomling:          |  | Darius Rucker                                 |
| Årets musikhändelse:      |  | "Start a Band" - Brad Paisley och Keith Urban |
| Årets musikvideo:         |  | "Love Story" - Taylor Swift                   |

2008

| Årets underhållare:       |  | Kenny Chesney                                                       |
| Årets sång:               |  | "Stay" - Jennifer Nettles                                           |
| Årets singel:             |  | "I Saw God Today" - George Strait                                   |
| Årets album:              |  | Troubadour - George Strait                                          |
| Årets manliga vokalist:   |  | Brad Paisley                                                        |
| Årets kvinnliga vokalist: |  | Carrie Underwood                                                    |
| Årets duo:                |  | Sugarland                                                           |
| Årets grupp:              |  | Rascal Flatts                                                       |
| Årets musiker:            |  | Mac McAnally                                                        |
| Årets nykomling:          |  | Lady Antebellum                                                     |
| Årets musikhändelse:      |  | "Gone, Gone, Gone (Done Moved On)" - Robert Plant och Alison Krauss |
| Årets musikvideo:         |  | "Waitin' on a Woman" - Brad Paisley feat. Andy Griffith             |

2007

| Årets underhållare:       |  | Kenny Chesney                                                                  |
| Årets sång:               |  | "Give it Away" - Bill Anderson och Jamey Johnson                               |
| Årets singel:             |  | "Before He Cheats" - Carrie Underwood                                          |
| Årets album:              |  | It Just Comes Natural - George Strait                                          |
| Årets manliga vokalist:   |  | Brad Paisley                                                                   |
| Årets kvinnliga vokalist: |  | Carrie Underwood                                                               |
| Årets duo:                |  | Sugarland                                                                      |
| Årets grupp:              |  | Rascal Flatts                                                                  |
| Årets musiker:            |  | Jerry Douglas                                                                  |
| Horizon Award:            |  | Taylor Swift                                                                   |
| Årets musikhändelse:      |  | "Find out Who Your Friends Are" - Tracy Lawrence, Kenny Chesney och Tim McGraw |
| Årets musikvideo:         |  | "Online" - Brad Paisley                                                        |

2006

| Årets underhållare:       | Kenny Chesney                                                |
| Årets sång:               | "Believe" – Craig Wiseman och Ronnie Dunn                    |
| Årets singel:             | "Believe" – Brooks & Dunn                                    |
| Årets album:              | Time Well Wasted – Brad Paisley                              |
| Årets manliga vokalist:   | Keith Urban                                                  |
| Årets kvinnliga vokalist: | Carrie Underwood                                             |
| Årets duo:                | Brooks & Dunn                                                |
| Årets grupp:              | Rascal Flatts                                                |
| Årets musiker:            | Randy Scruggs                                                |
| Horizon Award:            | Carrie Underwood                                             |
| Årets musikhändelse:      | "When I Get Where I'm Going" – Brad Paisley med Dolly Parton |
| Årets musikvideo:         | "Believe" – Brooks & Dunn                                    |

2005

| Årets underhållare:       | Keith Urban                                              |
| Årets sång:               | "Whiskey Lullaby" – Bill Anderson och Jon Randall        |
| Årets singel:             | "I May Hate Myself in the Morning" – Lee Ann Womack      |
| Årets album:              | There's More Where That Came From – Lee Ann Womack       |
| Årets manliga vokalist:   | Keith Urban                                              |
| Årets kvinnliga vokalist: | Gretchen Wilson                                          |
| Årets duo:                | Brooks & Dunn                                            |
| Årets grupp:              | Rascal Flatts                                            |
| Årets musiker:            | Jerry Douglas                                            |
| Horizon Award:            | Dierks Bentley                                           |
| Årets musikhändelse:      | "Good News, Bad News" – George Strait med Lee Ann Womack |
| Årets musikvideo:         | "As Good as I Once Was" – Toby Keith                     |

2004

| Årets underhållare:       | Kenny Chesney                                              |
| Årets sång:               | "Live Like You Were Dying" – Tim Nichols och Craig Wiseman |
| Årets singel:             | "Live Like You Were Dying" – Tim McGraw                    |
| Årets album:              | When the Sun Goes Down – Kenny Chesney                     |
| Årets manliga vokalist:   | Keith Urban                                                |
| Årets kvinnliga vokalist: | Martina McBride                                            |
| Årets duo:                | Brooks & Dunn                                              |
| Årets grupp:              | Rascal Flatts                                              |
| Årets musiker:            | Dann Huff                                                  |
| Horizon Award:            | Gretchen Wilson                                            |
| Årets musikhändelse:      | "Whiskey Lullaby" – Brad Paisley och Alison Krauss         |
| Årets musikvideo:         | "Whiskey Lullaby" – Brad Paisley och Alison Krauss         |

2003

| Årets underhållare:       | Alan Jackson                                                   |
| Årets sång:               | "Three Wooden Crosses" – Doug Johnson och Kim Williams         |
| Årets singel:             | "Hurt" – Johnny Cash                                           |
| Årets album:              | American IV: The Man Comes Around – Johnny Cash                |
| Årets manliga vokalist:   | Alan Jackson                                                   |
| Årets kvinnliga vokalist: | Martina McBride                                                |
| Årets duo:                | Brooks & Dunn                                                  |
| Årets grupp:              | Rascal Flatts                                                  |
| Årets musiker:            | Randy Scruggs                                                  |
| Horizon Award:            | Joe Nichols                                                    |
| Årets sånghändelse:       | "It's Five O'Clock Somewhere" – Alan Jackson och Jimmy Buffett |
| Årets musikvideo:         | "Hurt" – Johnny Cash                                           |

2002

| Årets underhållare:       | Alan Jackson                                                     |
| Årets sång:               | "Where Were You (When the World Stopped Turning)" – Alan Jackson |
| Årets singel:             | "Where Were You (When the World Stopped Turning)" – Alan Jackson |
| Årets album:              | Drive – Alan Jackson                                             |
| Årets manliga vokalist:   | Alan Jackson                                                     |
| Årets kvinnliga vokalist: | Martina McBride                                                  |
| Årets duo:                | Brooks & Dunn                                                    |
| Årets grupp:              | Dixie Chicks                                                     |
| Årets musiker:            | Jerry Douglas                                                    |
| Horizon Award:            | Rascal Flatts                                                    |
| Årets sånghändelse:       | "Mendocino County Line" – Willie Nelson och Lee Ann Womack       |
| Årets musikvideo:         | "I'm Gonna Miss Her (The Fishin' Song)" – Brad Paisley           |

2001

| Årets underhållare:       | Tim McGraw                                                               |
| Årets sång:               | "Murder on Music Row" – Larry Cordle och Larry Shell                     |
| Årets singel:             | "I Am a Man of Constant Sorrow" – The Soggy Bottom Boys                  |
| Årets album:              | O Brother, Where Art Thou? – Blandade artister                           |
| Årets manliga vokalist:   | Toby Keith                                                               |
| Årets kvinnliga vokalist: | Lee Ann Womack                                                           |
| Årets duo:                | Brooks & Dunn                                                            |
| Årets grupp:              | Lonestar                                                                 |
| Årets musiker:            | Dann Huff                                                                |
| Horizon Award:            | Keith Urban                                                              |
| Årets sånghändelse:       | "Too Country" – Brad Paisley, George Jones, Bill Anderson och Buck Owens |
| Årets musikvideo:         | "Born to Fly" – Sara Evans                                               |

2000

| Årets underhållare:       | Dixie Chicks                                           |
| Årets sång:               | "I Hope You Dance" – Mark D. Sanders och Tia Sillers   |
| Årets singel:             | "I Hope You Dance" – Lee Ann Womack                    |
| Årets album:              | Fly – Dixie Chicks                                     |
| Årets manliga vokalist:   | Tim McGraw                                             |
| Årets kvinnliga vokalist: | Faith Hill                                             |
| Årets duo:                | Montgomery Gentry                                      |
| Årets grupp:              | Dixie Chicks                                           |
| Årets musiker:            | Hargus "Pig" Robbins                                   |
| Horizon Award:            | Brad Paisley                                           |
| Årets sånghändelse:       | "Murder on Music Row" – George Strait och Alan Jackson |
| Årets musikvideo:         | "Goodbye Earl" – Dixie Chicks                          |

1999

| Årets underhållare:       | Shania Twain                                                       |
| Årets sång:               | "This Kiss" – Robin Lerner, Annie Roboff och Beth Nielsen Chapman  |
| Årets singel:             | "Wide Open Spaces" – Dixie Chicks                                  |
| Årets album:              | A Place in the Sun – Tim McGraw                                    |
| Årets manliga vokalist:   | Tim McGraw                                                         |
| Årets kvinnliga vokalist: | Martina McBride                                                    |
| Årets duo:                | Brooks & Dunn                                                      |
| Årets grupp:              | Dixie Chicks                                                       |
| Årets musiker:            | Randy Scruggs                                                      |
| Horizon Award:            | Jo Dee Messina                                                     |
| Årets sånghändelse:       | "My Kind of Woman, My Kind of Man" – Vince Gill och Patty Loveless |
| Årets musikvideo:         | "Wide Open Spaces" – Dixie Chicks                                  |

1998

| Årets underhållare:       | Garth Brooks                                                    |
| Årets sång:               | "Holes in the Floor of Heaven" – Steve Wariner och Billy Kirsch |
| Årets singel:             | "Holes in the Floor of Heaven" – Steve Wariner                  |
| Årets album:              | Everywhere – Tim McGraw                                         |
| Årets manliga vokalist:   | George Strait                                                   |
| Årets kvinnliga vokalist: | Trisha Yearwood                                                 |
| Årets duo:                | Brooks & Dunn                                                   |
| Årets grupp:              | Dixie Chicks                                                    |
| Årets musiker:            | Brent Mason                                                     |
| Horizon Award:            | Dixie Chicks                                                    |
| Årets sånghändelse:       | "You Don't Seem to Miss Me" – Patty Loveless och George Jones   |
| Årets musikvideo:         | "This Kiss" – Faith Hill                                        |

1997

| Årets underhållare:       | Garth Brooks                                       |
| Årets sång:               | "Strawberry Wine" – Matraca Berg och Gary Harrison |
| Årets singel:             | "Strawberry Wine" – Deana Carter                   |
| Årets album:              | Carrying Your Love with Me – George Strait         |
| Årets manliga vokalist:   | George Strait                                      |
| Årets kvinnliga vokalist: | Trisha Yearwood                                    |
| Årets duo:                | Brooks & Dunn                                      |
| Årets grupp:              | Diamond Rio                                        |
| Årets musiker:            | Brent Mason                                        |
| Horizon Award:            | LeAnn Rimes                                        |
| Årets sånghändelse:       | "It's Your Love" – Tim McGraw och Faith Hill       |
| Årets musikvideo:         | "455 Rocket" – Kathy Mattea                        |

1996

| Årets underhållare:       | Brooks & Dunn                                          |
| Årets sång:               | "Go Rest High on That Mountain" – Vince Gill           |
| Årets singel:             | "Check Yes or No" – George Strait                      |
| Årets album:              | Blue Clear Sky – George Strait                         |
| Årets manliga vokalist:   | George Strait                                          |
| Årets kvinnliga vokalist: | Patty Loveless                                         |
| Årets duo:                | Brooks & Dunn                                          |
| Årets grupp:              | The Mavericks                                          |
| Årets musiker:            | Mark O'Connor                                          |
| Horizon Award:            | Bryan White                                            |
| Årets sånghändelse:       | "I Will Always Love You" – Dolly Parton och Vince Gill |
| Årets musikvideo:         | "My Wife Thinks You're Dead" – Junior Brown            |

1995

| Årets underhållare:       | Alan Jackson                                                            |
| Årets sång:               | "Independence Day" – Gretchen Peters                                    |
| Årets singel:             | "When You Say Nothing at All" – Alison Krauss & Union Station           |
| Årets album:              | When Fallen Angels Fly – Patty Loveless                                 |
| Årets manliga vokalist:   | Vince Gill                                                              |
| Årets kvinnliga vokalist: | Alison Krauss                                                           |
| Årets duo:                | Brooks & Dunn                                                           |
| Årets grupp:              | The Mavericks                                                           |
| Årets musiker:            | Mark O'Connor                                                           |
| Horizon Award:            | Alison Krauss                                                           |
| Årets sånghändelse:       | "Somewhere in the Vicinity of the Heart" – Shenandoah och Alison Krauss |
| Årets musikvideo:         | "Baby Likes to Rock It" – The Tractors                                  |

1994

| Årets underhållare:     | Vince Gill                                                 |
| Årets sång:             | "Chattahoochee" – Alan Jackson och Jim McBride             |
| Årets singel:           | "I Swear" – John Michael Montgomery                        |
| Årets album:            | Common Thread: The Songs of the Eagles – Blandade artister |
| Årets manliga vokalist: | Vince Gill                                                 |
| Årets musiker:          | Pam Tillis                                                 |
| Årets duo:              | Brooks & Dunn                                              |
| Årets grupp:            | Diamond Rio                                                |
| Årets musiker:          | Mark O'Connor                                              |
| Horizon Award:          | John Michael Montgomery                                    |
| Årets sånghändelse:     | "Does He Love You" – Reba McEntire och Linda Davis         |
| Årets musikvideo:       | "Independence Day" – Martina McBride                       |

1993

| Årets underhållare:       | Vince Gill                                                   |
| Årets sång:               | "I Still Believe in You" – Vince Gill och John Barlow Jarvis |
| Årets singel:             | "Chattahoochee" – Alan Jackson                               |
| Årets album:              | I Still Believe in You – Vince Gill                          |
| Årets manliga vokalist:   | Vince Gill                                                   |
| Årets kvinnliga vokalist: | Mary Chapin Carpenter                                        |
| Årets duo:                | Brooks & Dunn                                                |
| Årets grupp:              | Diamond Rio                                                  |
| Årets musiker:            | Mark O'Connor                                                |
| Horizon Award:            | Mark Chesnutt                                                |
| Årets sånghändelse:       | "I Don't Need Your Rockin' Chair" – Blandade artister        |
| Årets musikvideo:         | "Chattahoochee" – Alan Jackson                               |

1992

| Årets underhållare:       | Garth Brooks                                                                        |
| Årets sång:               | "Look at Us" – Vince Gill och Max D. Barnes                                         |
| Årets singel:             | "Achy Breaky Heart" – Billy Ray Cyrus                                               |
| Årets album:              | Ropin' the Wind – Garth Brooks                                                      |
| Årets manliga vokalist:   | Vince Gill                                                                          |
| Årets kvinnliga vokalist: | Mary Chapin Carpenter                                                               |
| Årets duo:                | Brooks & Dunn                                                                       |
| Årets grupp:              | Diamond Rio                                                                         |
| Årets musiker:            | Mark O'Connor                                                                       |
| Horizon Award:            | Suzy Bogguss                                                                        |
| Årets sånghändelse:       | "This One's Gonna Hurt You (For a Long, Long Time)" – Marty Stuart och Travis Tritt |
| Årets musikvideo:         | "Midnight in Montgomery" – Alan Jackson                                             |

1991

| Årets underhållare:       | Garth Brooks                                        |
| Årets sång:               | "When I Call Your Name" – Vince Gill och Tim DuBois |
| Årets singel:             | "Friends in Low Places" – Garth Brooks              |
| Årets album:              | No Fences – Garth Brooks                            |
| Årets manliga vokalist:   | Vince Gill                                          |
| Årets kvinnliga vokalist: | Tanya Tucker                                        |
| Årets duo:                | The Judds                                           |
| Årets grupp:              | The Kentucky Headhunters                            |
| Årets musiker:            | Mark O'Connor                                       |
| Horizon Award:            | Travis Tritt                                        |
| Årets sånghändelse:       | "Restless" – Mark O'Connor & The New Nashville Cats |
| Årets musikvideo:         | "The Thunder Rolls" – Garth Brooks                  |

1990

| Årets underhållare:       | George Strait                                                 |
| Årets sång:               | "Where've You Been" – Jon Vezner och Don Henry                |
| Årets singel:             | "When I Call Your Name" – Vince Gill                          |
| Årets album:              | Pickin' on Nashville – The Kentucky Headhunters               |
| Årets manliga vokalist:   | Clint Black                                                   |
| Årets kvinnliga vokalist: | Kathy Mattea                                                  |
| Årets duo:                | The Judds                                                     |
| Årets grupp:              | The Kentucky Headhunters                                      |
| Årets musiker:            | Johnny Gimble                                                 |
| Horizon Award:            | Garth Brooks                                                  |
| Årets sånghändelse:       | "Til a Tear Becomes a Rose" – Lorrie Morgan och Keith Whitley |
| Årets musikvideo:         | "The Dance" – Garth Brooks                                    |

1989

| Årets underhållare:       | George Strait                                                      |
| Årets sång:               | "Chiseled in Stone" – Max D. Barnes och Vern Gosdin                |
| Årets singel:             | "I'm No Stranger to the Rain" – Keith Whitley                      |
| Årets album:              | Will the Circle Be Unbroken: Volume Two – Nitty Gritty Dirt Band   |
| Årets manliga vokalist:   | Ricky Van Shelton                                                  |
| Årets kvinnliga vokalist: | Kathy Mattea                                                       |
| Årets duo:                | The Judds                                                          |
| Årets grupp:              | Highway 101                                                        |
| Årets musiker:            | Johnny Gimble                                                      |
| Horizon Award:            | Clint Black                                                        |
| Årets sånghändelse:       | "There's a Tear in My Beer" – Hank Williams, Jr. och Hank Williams |
| Årets musikvideo:         | "There's a Tear in My Beer" – Hank Williams, Jr. och Hank Williams |

1988

| Årets underhållare:       | Hank Williams, Jr.                                     |
| Årets sång:               | "80's Ladies" – K. T. Oslin                            |
| Årets singel:             | "Eighteen Wheels and a Dozen Roses" – Kathy Mattea     |
| Årets album:              | Born to Boogie – Hank Williams, Jr.                    |
| Årets manliga vokalist:   | Randy Travis                                           |
| Årets kvinnliga vokalist: | K. T. Oslin                                            |
| Årets duo:                | The Judds                                              |
| Årets grupp:              | Highway 101                                            |
| Årets musiker:            | Chet Atkins                                            |
| Horizon Award:            | Ricky Van Shelton                                      |
| Årets sånghändelse:       | Trio – Dolly Parton, Linda Ronstadt och Emmylou Harris |

1987

| Årets underhållare:       | Hank Williams, Jr.                                         |
| Årets sång:               | "Forever and Ever, Amen" – Paul Overstreet och Don Schlitz |
| Årets singel:             | "Forever and Ever, Amen" – Randy Travis                    |
| Årets album:              | Always & Forever – Randy Travis                            |
| Årets manliga vokalist:   | Randy Travis                                               |
| Årets kvinnliga vokalist: | Reba McEntire                                              |
| Årets duo:                | Ricky Skaggs och Sharon White                              |
| Årets grupp:              | The Judds                                                  |
| Årets instrumentalist:    | Johnny Gimble                                              |
| Horizon Award:            | Holly Dunn                                                 |
| Årets musikvideo:         | "My Name Is Bocephus" – Hank Williams, Jr.                 |

1986

| Årets underhållare:       | Reba McEntire                                         |
| Årets sång:               | "On the Other Hand" – Paul Overstreet och Don Schlitz |
| Årets singel:             | "Bop" – Dan Seals                                     |
| Årets album:              | Lost in the Fifties Tonight – Ronnie Milsap           |
| Årets manliga vokalist:   | George Strait                                         |
| Årets kvinnliga vokalist: | Reba McEntire                                         |
| Årets duo:                | Dan Seals and Marie Osmond                            |
| Årets grupp:              | The Judds                                             |
| Årets instrumentalist:    | Johnny Gimble                                         |
| Horizon Award:            | Randy Travis                                          |
| Årets instrumentalgrupp:  | The Oak Ridge Boys Band                               |
| Årets musikvideo:         | "Who's Gonna Fill Their Shoes" – George Jones         |

1985

| Årets underhållare:       | Ricky Skaggs                                                        |
| Årets sång:               | "God Bless the USA" – Lee Greenwood                                 |
| Årets singel:             | "Why Not Me" – The Judds                                            |
| Årets album:              | Does Fort Worth Ever Cross Your Mind – George Strait                |
| Årets manliga vokalist:   | George Strait                                                       |
| Årets kvinnliga vokalist: | Reba McEntire                                                       |
| Årets duo:                | Anne Murray och Dave Loggins                                        |
| Årets grupp:              | The Judds                                                           |
| Årets instrumentalist:    | Chet Atkins                                                         |
| Horizon Award:            | Sawyer Brown                                                        |
| Årets instrumentalgrupp:  | Ricky Skaggs Band                                                   |
| Årets musikvideo:         | "All My Rowdy Friends Are Coming Over Tonight" – Hank Williams, Jr. |

1984

| Årets underhållare:       | Alabama                                                |
| Årets sång:               | "Wind Beneath My Wings" – Larry Henley och Jeff Silbar |
| Årets singel:             | "A Little Good News" – Anne Murray                     |
| Årets album:              | A Little Good News – Anne Murray                       |
| Årets manliga vokalist:   | Lee Greenwood                                          |
| Årets kvinnliga vokalist: | Reba McEntire                                          |
| Årets duo:                | Willie Nelson och Julio Iglesias                       |
| Årets grupp:              | The Statler Brothers                                   |
| Årets instrumentalist:    | Chet Atkins                                            |
| Horizon Award:            | The Judds                                              |
| Årets instrumentalgrupp:  | Ricky Skaggs Band                                      |

1983

| Årets underhållare:       | Alabama                                                                        |
| Årets sång:               | "Always on My Mind" – Johnny Christopher, Wayne Carson Thompson och Mark James |
| Årets singel:             | "Swingin'" – John Anderson                                                     |
| Årets album:              | The Closer You Get… – Alabama                                                  |
| Årets manliga vokalist:   | Lee Greenwood                                                                  |
| Årets kvinnliga vokalist: | Janie Fricke                                                                   |
| Årets duo:                | Merle Haggard och Willie Nelson                                                |
| Årets grupp:              | Alabama                                                                        |
| Årets instrumentalist:    | Chet Atkins                                                                    |
| Horizon Award:            | John Anderson                                                                  |
| Årets instrumentalgrupp:  | Ricky Skaggs Band                                                              |

1982

| Årets underhållare:       | Alabama                                                                        |
| Årets sång:               | "Always on My Mind" – Johnny Christopher, Wayne Carson Thompson och Mark James |
| Årets singel:             | "Always on My Mind" – Willie Nelson                                            |
| Årets album:              | Always on My Mind – Willie Nelson                                              |
| Årets manliga vokalist:   | Ricky Skaggs                                                                   |
| Årets kvinnliga vokalist: | Janie Fricke                                                                   |
| Årets duo:                | David Frizzell och Shelly West                                                 |
| Årets grupp:              | Alabama                                                                        |
| Årets instrumentalist:    | Chet Atkins                                                                    |
| Horizon Award:            | Ricky Skaggs                                                                   |
| Årets instrumentalgrupp:  | Alabama                                                                        |

1981

| Årets underhållare:       | Barbara Mandrell                                                |
| Årets sång:               | "He Stopped Loving Her Today" – Bobby Braddock och Curly Putman |
| Årets singel:             | "Elvira" – The Oak Ridge Boys                                   |
| Årets album:              | I Believe in You – Don Williams                                 |
| Årets manliga vokalist:   | George Jones                                                    |
| Årets kvinnliga vokalist: | Barbara Mandrell                                                |
| Årets duo:                | David Frizzell och Shelly West                                  |
| Årets grupp:              | Alabama                                                         |
| Årets instrumentalist:    | Chet Atkins                                                     |
| Horizon Award:            | Terri Gibbs                                                     |
| Årets instrumentalgrupp:  | Alabama                                                         |

1980

| Årets underhållare:       | Barbara Mandrell                                                |
| Årets sång:               | "He Stopped Loving Her Today" – Bobby Braddock och Curly Putman |
| Årets singel:             | "He Stopped Loving Her Today" – George Jones                    |
| Årets album:              | Coal Miner's Daughter – Soundtrack                              |
| Årets manliga vokalist:   | George Jones                                                    |
| Årets kvinnliga vokalist: | Emmylou Harris                                                  |
| Årets duo:                | Moe Bandy och Joe Stampley                                      |
| Årets grupp:              | The Statler Brothers                                            |
| Årets instrumentalist:    | Roy Clark                                                       |
| Årets instrumentalgrupp:  | Charlie Daniels Band                                            |

1979

| Årets underhållare:       | Willie Nelson                                           |
| Årets sång:               | "The Gambler" – Don Schlitz                             |
| Årets singel:             | "The Devil Went Down to Georgia" – Charlie Daniels Band |
| Årets album:              | The Gambler – Kenny Rogers                              |
| Årets manliga vokalist:   | Kenny Rogers                                            |
| Årets kvinnliga vokalist: | Barbara Mandrell                                        |
| Årets duo:                | Kenny Rogers och Dottie West                            |
| Årets grupp:              | The Statler Brothers                                    |
| Årets instrumentalist:    | Charlie Daniels                                         |
| Årets instrumentalgrupp:  | Charlie Daniels Band                                    |

1978

| Årets underhållare:       | Dolly Parton                                       |
| Årets sång:               | "Don't It Make My Brown Eyes Blue" – Richard Leigh |
| Årets singel:             | "Heaven's Just a Sin Away" – The Kendalls          |
| Årets album:              | It Was Almost Like a Song – Ronnie Milsap          |
| Årets manliga vokalist:   | Don Williams                                       |
| Årets kvinnliga vokalist: | Crystal Gayle                                      |
| Årets duo:                | Kenny Rogers och Dottie West                       |
| Årets grupp:              | The Oak Ridge Boys                                 |
| Årets instrumentalist:    | Roy Clark                                          |
| Årets instrumentalgrupp:  | The Oak Ridge Boys                                 |

1977

| Årets underhållare:       | Ronnie Milsap                           |
| Årets sång:               | "Lucille" – Roger Bowling och Hal Bynum |
| Årets singel:             | "Lucille" – Kenny Rogers                |
| Årets album:              | Ronnie Milsap Live – Ronnie Milsap      |
| Årets manliga vokalist:   | Ronnie Milsap                           |
| Årets kvinnliga vokalist: | Crystal Gayle                           |
| Årets duo:                | Jim Ed Brown och Helen Cornelius        |
| Årets grupp:              | The Statler Brothers                    |
| Årets instrumentalist:    | Roy Clark                               |
| Årets instrumentalgrupp:  | Original Texas Playboys                 |

1976

| Årets underhållare:       | Mel Tillis                                                                            |
| Årets sång:               | "Rhinestone Cowboy" – Larry Weiss                                                     |
| Årets singel:             | "Good Hearted Woman" – Waylon Jennings och Willie Nelson                              |
| Årets album:              | Wanted! The Outlaws – Waylon Jennings, Willie Nelson, Tompall Glaser och Jessi Colter |
| Årets manliga vokalist:   | Ronnie Milsap                                                                         |
| Årets kvinnliga vokalist: | Dolly Parton                                                                          |
| Årets duo:                | Waylon Jennings och Willie Nelson                                                     |
| Årets grupp:              | The Statler Brothers                                                                  |
| Årets instrumentalist:    | Hargus "Pig" Robbins                                                                  |
| Årets instrumentalgrupp:  | Roy Clark och Buck Trent                                                              |

1975

| Årets underhållare:       | John Denver                                      |
| Årets sång:               | "Back Home Again" – John Denver                  |
| Årets singel:             | "Before the Next Teardrop Falls" – Freddy Fender |
| Årets album:              | A Legend in My Time – Ronnie Milsap              |
| Årets manliga vokalist:   | Waylon Jennings                                  |
| Årets kvinnliga vokalist: | Dolly Parton                                     |
| Årets duo:                | Conway Twitty och Loretta Lynn                   |
| Årets grupp:              | The Statler Brothers                             |
| Årets instrumentalist:    | Johnny Gimble                                    |
| Årets instrumentalgrupp:  | Roy Clark och Buck Trent                         |

1974

| Årets underhållare:       | Charlie Rich                            |
| Årets sång:               | "Country Bumpkin" – Don Wayne           |
| Årets singel:             | "Country Bumpkin" – Cal Smith           |
| Årets album:              | A Very Special Love Song – Charlie Rich |
| Årets manliga vokalist:   | Ronnie Milsap                           |
| Årets kvinnliga vokalist: | Olivia Newton-John                      |
| Årets duo:                | Conway Twitty och Loretta Lynn          |
| Årets grupp:              | The Statler Brothers                    |
| Årets instrumentalist:    | Don Rich                                |
| Årets instrumentalgrupp:  | Danny Davis and The Nashville Brass     |

1973

| Årets underhållare:       | Roy Clark                            |
| Årets sång:               | "Behind Closed Doors" – Kenny O'Dell |
| Årets singel:             | "Behind Closed Doors" – Charlie Rich |
| Årets album:              | Behind Closed Doors – Charlie Rich   |
| Årets manliga vokalist:   | Charlie Rich                         |
| Årets kvinnliga vokalist: | Loretta Lynn                         |
| Årets duo:                | Conway Twitty och Loretta Lynn       |
| Årets grupp:              | The Statler Brothers                 |
| Årets instrumentalist:    | Charlie McCoy                        |
| Årets instrumentalgrupp:  | Danny Davis and The Nashville Brass  |

1972

| Årets underhållare:       | Loretta Lynn                                       |
| Årets sång:               | "Easy Loving" – Freddie Hart                       |
| Årets singel:             | "The Happiest Girl In the Whole USA" – Donna Fargo |
| Årets album:              | Let Me Tell You About a Song – Merle Haggard       |
| Årets manliga vokalist:   | Charley Pride                                      |
| Årets kvinnliga vokalist: | Loretta Lynn                                       |
| Årets duo:                | Conway Twitty och Loretta Lynn                     |
| Årets grupp:              | The Statler Brothers                               |
| Årets instrumentalist:    | Charlie McCoy                                      |
| Årets instrumentalgrupp:  | Danny Davis and The Nashville Brass                |

1971

| Årets underhållare:       | Charley Pride                                     |
| Årets sång:               | "Easy Loving" – Freddie Hart                      |
| Årets singel:             | "Help Me Make It Through the Night" – Sammi Smith |
| Årets album:              | I Won't Mention It Again – Ray Price              |
| Årets manliga vokalist:   | Charley Pride                                     |
| Årets kvinnliga vokalist: | Lynn Anderson                                     |
| Årets duo:                | Porter Wagoner och Dolly Parton                   |
| Årets grupp:              | Osborne Brothers                                  |
| Årets instrumentalist:    | Jerry Reed                                        |
| Årets instrumentalgrupp:  | Danny Davis and The Nashville Brass               |

1970

| Årets underhållare:       | Merle Haggard                                     |
| Årets sång:               | "Sunday Mornin' Comin' Down" – Kris Kristofferson |
| Årets singel:             | "Okie from Muskogee" – Merle Haggard              |
| Årets album:              | Okie from Muskogee – Merle Haggard                |
| Årets manliga vokalist:   | Merle Haggard                                     |
| Årets kvinnliga vokalist: | Tammy Wynette                                     |
| Årets duo:                | Porter Wagoner och Dolly Parton                   |
| Årets grupp:              | Tompall and the Glaser Brothers                   |
| Årets instrumentalist:    | Jerry Reed                                        |
| Årets instrumentalgrupp:  | Danny Davis and The Nashville Brass               |
| Årets komiker:            | Roy Clark                                         |

1969

| Årets underhållare:       | Johnny Cash                                  |
| Årets sång:               | "The Carroll County Accident" – Bob Ferguson |
| Årets singel:             | "A Boy Named Sue" – Johnny Cash              |
| Årets album:              | At San Quentin – Johnny Cash                 |
| Årets manliga vokalist:   | Johnny Cash                                  |
| Årets kvinnliga vokalist: | Tammy Wynette                                |
| Årets grupp:              | Johnny Cash och June Carter Cash             |
| Årets instrumentalist:    | Chet Atkins                                  |
| Årets instrumentalgrupp:  | Danny Davis and the Nashville Brass          |
| Årets komiker:            | Archie Campbell                              |

1968

| Årets underhållare:       | Glen Campbell                          |
| Årets sång:               | "Honey" – Bobby Russell                |
| Årets singel:             | "Harper Valley PTA" – Jeannie C. Riley |
| Årets album:              | At Folsom Prison – Johnny Cash         |
| Årets manliga vokalist:   | Glen Campbell                          |
| Årets kvinnliga vokalist: | Tammy Wynette                          |
| Årets grupp:              | Porter Wagoner och Dolly Parton        |
| Årets instrumentalist:    | Chet Atkins                            |
| Årets instrumentalgrupp:  | The Buckaroos                          |
| Årets komiker:            | Ben Colder                             |

1967

| Årets underhållare:       | Eddy Arnold                                 |
| Årets sång:               | "There Goes My Everything" – Dallas Frazier |
| Årets singel:             | "There Goes My Everything" – Jack Greene    |
| Årets album:              | There Goes My Everything – Jack Greene      |
| Årets manliga vokalist:   | Jack Greene                                 |
| Årets kvinnliga vokalist: | Loretta Lynn                                |
| Årets grupp:              | The Stoneman Family                         |
| Årets instrumentalist:    | Chet Atkins                                 |
| Årets instrumentalgrupp:  | The Buckaroos                               |
| Årets komiker:            | Don Bowman                                  |

### Fotnoter
1. ↑  Information i Svensk mediedatabas.